# Open Sud de France 2023
Open Sud de France 2023 là một giải quần vợt nam thi đấu trên mặt sân cứng trong nhà. Đây là lần thứ 36 giải Open Sud de France được tổ chức, và là một phần của ATP Tour 250 trong ATP Tour 2023. Giải đấu diễn ra tại Arena Montpellier ở Montpellier, Pháp, từ ngày 6 đến ngày 12 tháng 2 năm 2023.

## Điểm và tiền thưởng

### Phân phối điểm
| Sự kiện | VĐ  | CK  | BK | TK | Vòng 1/16 | Vòng 1/32 | Q  | Q2 | Q1 |
| Đơn     | 250 | 150 | 90 | 45 | 20        | 0         | 12 | 6  | 0  |
| Đôi     | 250 | 150 | 90 | 45 | 0         | —         | —  | —  | —  |

### Tiền thưởng
| Sự kiện | VĐ      | CK      | BK      | TK      | Vòng 1/16 | Vòng 1/32 | Q2     | Q1     |
| Đơn     | €85,605 | €49,940 | €29,355 | €17,010 | €9,880    | €6,035    | €3,020 | €1,645 |
| Đôi*    | €29,740 | €15,910 | €9,330  | €5,220  | €3,070    | —         | —      | —      |

*mỗi đội

## Nội dung đơn

### Hạt giống
| Quốc gia | Tay vợt                     | Xếp hạng1 | Hạt giống |
| -------- | --------------------------- | --------- | --------- |
| DEN      | Holger Rune                 | 9         | 1         |
| ITA      | Jannik Sinner               | 17        | 2         |
| CRO      | Borna Ćorić                 | 23        | 3         |
| ESP      | Roberto Bautista Agut       | 24        | 4         |
| ESP      | Alejandro Davidovich Fokina | 32        | 5         |
| KAZ      | Alexander Bublik            | 36        | 6         |
| FIN      | Emil Ruusuvuori             | 43        | 7         |
| FRA      | Benjamin Bonzi              | 45        | 8         |

- 1 Bảng xếp hạng vào ngày 30 tháng 1 năm 2022.[2]

### Vận động viên khác
Đặc cách:
- Arthur Fils
- Ugo Humbert
- Luca Van Assche

Vượt qua vòng loại:
- Antoine Bellier
- Geoffrey Blancaneaux
- Clément Chidekh
- Luca Nardi

### Rút lui
- Pablo Carreño Busta → thay thế bởi  Grégoire Barrère
- Grigor Dimitrov → thay thế bởi  Mikael Ymer
- Botic van de Zandschulp → thay thế bởi  Nikoloz Basilashvili

## Nội dung đôi

### Hạt giống
| Quốc gia | Tay vợt           | Quốc gia | Tay vợt                | Xếp hạng1 | Hạt giống |
| -------- | ----------------- | -------- | ---------------------- | --------- | --------- |
| GER      | Kevin Krawietz    | GER      | Tim Pütz               | 46        | 1         |
| MEX      | Santiago González | FRA      | Édouard Roger-Vasselin | 53        | 2         |
| GER      | Andreas Mies      | AUS      | John Peers             | 59        | 3         |
| NED      | Robin Haase       | NED      | Matwé Middelkoop       | 60        | 4         |

- 1 Bảng xếp hạng vào ngày 30 tháng 1 năm 2022.

### Vận động viên khác
Đặc cách:
- Maxime Cressy /  Albano Olivetti
- Arthur Fils /  Luca Van Assche

Thay thế:
- Théo Arribagé /  Luca Sanchez

### Rút lui
- Maxime Cressy /  Albano Olivetti → thay thế bởi  Patrik Niklas-Salminen /  Emil Ruusuvuori
- Matthew Ebden /  Hugo Nys → thay thế bởi  Sriram Balaji /  Jeevan Nedunchezhiyan
- Lloyd Glasspool /  Harri Heliövaara → thay thế bởi  Manuel Guinard /  Fabrice Martin
- Pierre-Hugues Herbert /  Nicolas Mahut → thay thế bởi  Théo Arribagé /  Luca Sanchez
- Raven Klaasen /  Aisam-ul-Haq Qureshi → thay thế bởi  Fabian Fallert /  Hendrik Jebens

## Nhà vô địch

### Đơn
- Jannik Sinner đánh bại  Maxime Cressy, 7–6(7–3), 6–3

### Đôi
- Robin Haase /  Matwé Middelkoop đánh bại  Maxime Cressy /  Albano Olivetti, 7–6(7–4), 4–6, [10–6]